# Choegang baedalkkun
Choegang baedalkkun (최강 배달꾼?), nota anche con il titolo internazionale Strongest Deliveryman, è una serie televisiva sudcoreana del 2017.

## Trama
Choi Kang-soo consegna cibo a domicilio con la propria bicicletta, avendo come collega la giovane Lee Dan-ah; la ragazza tuttavia ha un comportamento estremamente freddo, e come unico scopo racimolare abbastanza denaro per lasciare il paese.